# Ronan
Pour les articles homonymes, voir Ronan (homonymie).
Ronan est un prénom masculin, fêté le 1er juin.

## Étymologie
Ronan, autrement noté Rónán en gaëlique irlandais, est un anthroponyme d'origine gaëlique, diminutif de rón « phoque » à l'aide du suffixe -án. Signifiant petit phoque ou bébé phoque, il fait allusion à cet animal familier aux Irlandais et qui était très présent sur leurs côtes au Moyen Âge.

D'autres le rattachent à  "roen", royal.

## Prononciation
- Si on prononce le prénom Ronan à la façon irlandaise, la finale -an du prénom se prononcera « anne » [an] comme dans Anne. La premiere syllabe se prononce aussi avec une accentuation sur le O. (ceci est lié au accent aigu dans la version gaelique)
- Si on prononce le prénom Ronan à la façon bretonne, la finale -an du prénom  se prononcera « an-n » [ɑ̃n], c'est-à-dire à peu près comme dans paysan + nn, car [n] est une consonne occlusive nasale alvéolaire voisée.

## Variantes
Il a pour variante les patronymes bretons Renan et Renand,. Renan est aussi utilisé comme prénom (rare).

## Popularité du prénom
Au début de 2010, près de 15 000 personnes étaient prénommées Ronan en France. C'est le 269e prénom le plus attribué au siècle dernier dans ce pays, et l'année où il a été attribué le plus est 1979, avec un nombre de 423 naissances (les années 1970 étant marquées par l'engouement pour les prénoms bretons en France).

## Personnes portant ce prénom
- Ronan Huon (1922-2003) : écrivain et éditeur français.
- Ronan Coghlan (1948) : écrivain irlandais et cryptozoologiste.
- Ronan Lepers alias Julien Lepers (1949) : animateur français.
- Ronan Olier (1949) : peintre, illustrateur et décorateur français, Peintre officiel de la Marine.
- Ronan Bennett (1956) : écrivain irlandais.
- Ronan Hardiman (1961) : compositeur irlandais (Lord of the Dance).
- Ronan Le Coadic (1962) : sociologue français.
- Ronan Pensec (1963) : coureur cycliste français.
- Ronan Le Bars (1968) : musicien français de culture bretonne.
- Ronan Le Goff (1970) : navigateur français.
- Ronan Bouroullec (1971) : designer français.
- Ronan Barrot (1973) : peintre français.
- Ronan Allain (1974) : paléontologue français.
- Ronan Le Crom (1974) : footballeur français.
- Ronan Lancelot (1975) : journaliste français, ancien rédacteur en chef du magazine Fluide glacial.
- Louis-Ronan Choisy (1977) : acteur et compositeur français.
- Ronan O'Gara (1977) : rugbyman irlandais.
- Ronan Keating (1977) : chanteur irlandais.

- Pour voir tous les articles concernant les personnes portant ce prénom, consulter les pages commençant par Ronan.

## Prénom porté en tant que pseudonyme
- Ronan (1985-), Ronan Carolino Falcão, footballeur international équatoguinéen

## Saints des églises chrétiennes
- Saint Ronan était un évêque irlandais ayant vécu à la fin du VIe siècle. Il décida de se retirer dans la solitude en Armorique, correspondant aujourd'hui à la région de Bretagne en France, où il devint un anachorète et confesseur. Il s'établit notamment à Locronan, qui est une commune du Finistere Sud près de Douarnenez dont l'Eglise Saint-Ronan renferme son tombeau dans la chapelle du Pénity. Il est fêté le 1er juin.